# Michael Gebhardt
Michael Gebhardt, né le 25 novembre 1965 à Columbus (Ohio), est un véliplanchiste américain.

## Carrière
Michael Gebhardt participe aux Jeux olympiques d'été de 1988 à Séoul et remporte la médaille de bronze dans la catégorie du Lechner A-390. Lors des Jeux olympiques d'été de 1992 à Barcelone, il concourt dans la même catégorie et remporte la médaille d'argent.